# کایوکو شیرایشی
کایوکو شیرایشی (انگلیسی: Kayoko Shiraishi؛ زادهٔ ۹ دسامبر ۱۹۴۱) بازیگر اهل ژاپن است.
از فیلم‌ها یا برنامه‌های تلویزیونی که وی در آن نقش داشته‌است می‌توان به حلول سامورایی اشاره کرد.